# Анне Аарніо
А́нне А́арніо (фін. Anne Aarnio; *1947, Гельсінкі) — фінська дитяча письменниця та журналістка.
Народилася в Гельсінкі. Починала свою діяльність у замітках до журнальних видань. Відомою серед фінської громади стала після публікації дитячого фентезі-роману «Lintukansan poika» (WSOY, 1978 — ISBN 951-643-366-9).